# Stjepan Glavač
Stjepan Glavač  (Varaždin, 13. prosinca 1627. – Trnava, Slovačka, 22. kolovoza 1680.), hrvatski katolički svećenik, isusovac, kartograf.
Autor je prve potpunije karte Hrvatske na kojoj je prikazan prostor današnje središnje Hrvatske izvan turskih osvajanja. Vrijednost karte ostala je nezasjenjena kao osebujni kulturno-povijesni dokument. Na toj je karti prvi put grafičko mjerilo izraženo i s pomoću hrvatske milje (Millaria Croatica).

## Životopis
Pohađao je isusovačku gimnaziju u Varaždinu. Nakon završene prve godine studija filozofije u Grazu, 1648. stupio je u Družbu Isusovu u Beču. Studij je nastavio nakon dvogodišnjeg novicijata, a potom je poučavao u zagrebačkoj gimnaziji 1654–56. U Grazu je završio četverogodišnji studij teologije i 1662. stekao doktorat iz filozofije. Uz redovničke i crkvene obveze radio je i kao profesor. 
Prvi je profesor filozofije na Isusovačkoj akademiji u Zagrebu 1663. – 1665., a na otvorenju je 6. studenog 1662. održao uvodni govor Prolusio academica (occasione introducendi in Gymnasio Zagrabiensi triennii philosophici), tiskan iste godine. Do sada nije pronađen ni jedan primjerak toga govora. Predavao je matematiku u Grazu (1662., 1669. – 1670.) i Linzu (1671.), moralnu teologiju u Zagrebu (1666. – 67., 1676.), kanonsko pravo u Klagenfurtu 1672. – 1675. Od 1677. do 1680. bio je dekan na Sveučilištu u Trnavi. 
Autor je prve potpunije karte Hrvatske Nova hactenus editarum mendis expugatis ac multis quae omissa erant additis accurate concinnata partium Regni Sclavoniae et Croatiae a Christianitate etiamnum possessarum confiniumque descriptio (1673.). Na njoj je prikazan prostor današnje središnje Hrvatske izvan područja turskih osvajanja. Budući da su točno označene granične utvrde na hrvatskoj i turskoj strani, pretpostavlja se da je izrađena u obrambene svrhe, a naručitelji su bili zagrebački biskup M. Borković i banski namjesnik N. Erdődy, kojima uz Hrvatski sabor, Glavač i posvećuje svoje djelo. Karta je nastala u vrijeme turskih priprema za osvajanje Beča, a strateška svrha istaknuta je u Glavačevoj posveti, gdje se kao glavni motiv navodi obrana domovine. Na karti je naglašen prikaz reljefa, detaljan prikaz riječnih tokova i brojni toponimi koje prijašnje karte nisu zabilježile. 
Važna je činjenica što se Glavač za izradu karte pripremao obilazeći teren i prikupljajući potrebne podatke. Nakon što je pregledao i izmjerio teren, nacrtao je kartu i sam je urezao u bakrenu ploču. Konstruirao ju je uz pomoć geografske koordinatne mreže, a mjerilo je utemeljio na "hrvatskoj milji" (1 hrv. milja = 11.130 m = 1/10 duljine ekvatorskog stupnja). Tako nastala karta je generalna topografsko-administrativno-povijesna karta dijela Hrvatske i Slavonije u mjerilu oko 1:270 000. Karta je prema sadržaju, hidrografiji, reljefu, šumama, a naročito prema broju i obliku oko 600 toponima bila prvorazredna opća topografska karta svog vremena. Njezin sadržaj prenosilo je nekoliko autora, dok ju je u svjetsku kartografiju zajedno s hrvatskom miljom (Milliaria Croatica) uveo znameniti kartograf Giacomo Cantelli da Vignola (1643. – 1695.) i to u nekoliko navrata, a najpotpunije u svojim kartama Parte della Schiavonia i La Croatia iz 1690., na žalost bez navoda autora izvornika. 
Vrijednost Glavačeve karte kao osebujnog kulturno-povijesnog dokumenta ostaje nezasjenjena. Glavačeva karta ponovno je tiskana 1937. u naravnoj veličini, u spomen tristote godišnjice varaždinske gimnazije. Pretisak u umanjenom obliku tiskan je u povodu tristopedesete godišnjice gimnazije u Varaždinu 1986.

## Djela
- Nova hactenus editarum mendis expugatis ac multis quae omissa erant additis accurate concinnata partium Regni Sclavoniae et Croatiae a Christianitate etiamnum possessarum confiniumque descriptio. 1673.

## Vanjske poveznice
- Stejpan Glavač Hrvatska tehnička enciklopedija, portal hrvatske tehničke baštine. LZMK